# Mr. Meek's Missus
Mr. Meek's Missus è un cortometraggio muto del 1914 diretto da Hay Plumb.

## Trama
Una suffragetta coglie il marito mentre sta restituendo una borsa rubata.

## Produzione
Il film fu prodotto dalla Hepworth.

## Distribuzione
Distribuito dalla Hepworth, il film - un cortometraggio di 175 metri - uscì nelle sale cinematografiche britanniche nell'ottobre 1914.
Fu distrutto nel 1924 dallo stesso produttore, Cecil M. Hepworth. Fallito, in gravissime difficoltà finanziarie, Hepworth pensò in questo modo di poter almeno recuperare il nitrato d'argento della pellicola.